# العلاقات البيروية الصربية
العلاقات البيروفية الصربية هي العلاقات الثنائية التي تجمع بين بيرو وصربيا.

## مقارنة بين البلدين
هذه مقارنة عامة ومرجعية للدولتين:
| وجه المقارنة                                              | بيرو                                   | صربيا                                                      |
| --------------------------------------------------------- | -------------------------------------- | ---------------------------------------------------------- |
| المساحة (كم2)                                             | 1.29 مليون                             | 88.36 ألف                                                  |
| عدد السكان (نسمة)                                         | 32.16 مليون                            | 7.02 مليون                                                 |
| الكثافة السكانية (ن./كم²)                                 | 24.93                                  | 79.45                                                      |
| العاصمة                                                   | ليما                                   | بلغراد                                                     |
| اللغة الرسمية                                             | اللغة الإسبانية، اللغة الأيمرية، كتشوا | اللغة الصربية                                              |
| العملة                                                    | سول بيروفي جديد                        | دينار صربي                                                 |
| الناتج المحلي الإجمالي (بليون دولار)                      | 211.39 مليار                           | 41.43 مليار                                                |
| الناتج المحلي الإجمالي (تعادل القوة الشرائية) بليون دولار | 393.13 مليار                           | 100.13 مليار                                               |
| الناتج المحلي الإجمالي الاسمي للفرد دولار أمريكي          | 6.03 ألف                               | 5.24 ألف                                                   |
| الناتج المحلي الإجمالي للفرد دولار أمريكي                 | 11.99 ألف                              | 13.59 ألف                                                  |
| مؤشر التنمية البشرية                                      | 0.740                                  | 0.771                                                      |
| رمز المكالمات الدولي                                      | +51                                    | +381                                                       |
| رمز الإنترنت                                              | .pe                                    | .rs، .срб ‏                                                 |
| المنطقة الزمنية                                           | توقيت بيرو، 00                         | توقيت وسط أوروبا، ت ع م+01:00، ت ع م+02:00، أوروبا/بلغراد ‏ |

## منظمات دولية مشتركة
يشترك البلدان في عضوية مجموعة من المنظمات الدولية، منها:
| علم المنظمة | اسم المنظمة                               | تاريخ انضمام بيرو | تاريخ انضمام صربيا |
| ----------- | ----------------------------------------- | ----------------- | ------------------ |
|             | مؤسسة التنمية الدولية                     | 30 أغسطس 1961     | 25 فبراير 1993     |
|             | يونسكو                                    | 21 نوفمبر 1946    | 20 ديسمبر 2000     |
|             | وكالة ضمان الاستثمار متعدد الأطراف        | 2 ديسمبر 1991     | 19 مارس 1993       |
|             | الأمم المتحدة                             | 31 أكتوبر 1945    | 1 نوفمبر 2000      |
|             | الفريق المعني برصد الأرض                  | ?                 | ?                  |
|             | الاتحاد البريدي العالمي                   | ?                 | ?                  |
|             | البنك الدولي للإنشاء والتعمير             | 31 ديسمبر 1945    | 25 فبراير 1993     |
|             | المنظمة الهيدروغرافية الدولية             | ?                 | ?                  |
|             | الاتحاد الدولي للاتصالات                  | 12 يوليو 1915     | 1 يونيو 2001       |
|             | منظمة حظر الأسلحة الكيميائية              | ?                 | ?                  |
|             | مؤسسة التمويل الدولية                     | 20 يوليو 1956     | 25 فبراير 1993     |
|             | المركز الدولي لتسوية المنازعات الاستشارية | 8 سبتمبر 1993     | 8 يونيو 2007       |
|             | منظمة الشرطة الجنائية الدولية             | ?                 | ?                  |

## وصلات خارجية
- موقع وزارة الخارجية البيروفية
- موقع وزارة الخارجية الصربية